# Zapardiel
Zapardiel – rzeka w Hiszpanii, dopływ Duero.